# Солуно-Дмитриевский сельсовет
Солу́но-Дми́триевский сельсове́т — упразднённое сельское поселение в Андроповском районе Ставропольского края Российской Федерации.
Административный центр — село Солуно-Дмитриевское.

## История
Статус и границы сельского поселения установлены Законом Ставропольского края от 4 октября 2004 года № 88-КЗ «О наделении муниципальных образований Ставропольского края статусом городского, сельского поселения, городского округа, муниципального района».
С 16 марта 2020 года, в соответствии с Законом Ставропольского края от 31 января 2020 года № 2-кз, все муниципальные образования Андроповского муниципального района были преобразованы путём их объединения в единое муниципальное образование Андроповский муниципальный округ.

## Население
| 1989  | 2002  | 2010  | 2011  | 2012  | 2013  | 2014  |
| ----- | ----- | ----- | ----- | ----- | ----- | ----- |
| 2729  | ↗3461 | ↘3364 | ↘3363 | ↘3349 | ↘3330 | ↘3324 |
| 2015  | 2016  | 2017  | 2018  | 2019  | 2020  |       |
| ↘3292 | ↘3273 | ↗3281 | ↘3259 | ↘3227 | ↘3212 |       |

### Национальный состав
По итогам переписи населения 2010 года проживали следующие национальности (национальности менее 1 %, см. в сноске к строке «Другие»):
| Национальность | Численность | Процент |
| -------------- | ----------- | ------- |
| Русские        | 2566        | 76,28   |
| Армяне         | 307         | 9,13    |
| Табасараны     | 114         | 3,39    |
| Даргинцы       | 74          | 2,20    |
| Чеченцы        | 62          | 1,84    |
| Цыгане         | 45          | 1,34    |
| Украинцы       | 36          | 1,07    |
| Другие         | 160         | 4,76    |
| Итого          | 3364        | 100,00  |

## Состав сельского поселения
| № | Населённый пункт    | Тип населённого пункта       | Население |
| - | ------------------- | ---------------------------- | --------- |
| 1 | Кунаковский         | хутор                        | ↘80       |
| 2 | Николаевский        | хутор                        | ↘100      |
| 3 | Солуно-Дмитриевское | село, административный центр | ↗3114     |

## Местное самоуправление
Дума Солуно-Дмитриевского сельсовета
Председатели Думы
- Кривенко Елена Михайловна

Администрация Солуно-Дмитриевского сельсовета
Главы администрации
- с 13 марта 2011 года — Пелихов Николай Иванович[19][20]
- с 23 мая 2018 года — Кривенко Елена Михайловна